# Lambari (Sapopema)
Lambari é um distrito do município brasileiro de Sapopema, no Paraná.
O distrito foi criado em 21 de setembro de 1967 e de acordo com o Instituto Brasileiro de Geografia e Estatística (IBGE), sua população no ano de 2010 era de 967 habitantes.